# Automatik
Automatik – projekt muzyczny działający od 1998 roku, założony przez Rafała Nowaka i Andrzeja Rajskiego. Stała współpraca z muzykami: Antonim Gralakiem – trąbka, Włodzimierzem Kiniorskim – saksofon, Piotrem Pawlakiem – gitara, Zbigniewem Brysiakiem – instr. perkusyjne
Grupa jest laureatem nagrody Grand Prix Rfi Electronic Music Award w roku 2004 organizowanym przez Radio France Internationale.
Muzyka Automatik to eksperymentalny elektroniczny trans z elementami jazzu i współczesnych trendów w muzyce tanecznej, wzbogacany brzmieniem instrumentów akustycznych.

## Dyskografia
- Firnament live (2004)
- Odyseja (2003)
- Offbit (2002)
- Ciasto (2002)
- Cosmoson5 (2001)
- Now projekt (1999)
- Zaduszki jazzowe (1998)
- 300998 (1998)
- Automatik people (1998)